# Stour (Worcestershire)
Pour les articles homonymes, voir Stour.
La Stour est une rivière de l'ouest de l'Angleterre. Longue de 40 km, elle prend sa source près de Romsley, et se jette dans la Severn à Stourport-on-Severn. Elle traverse notamment les villes de Halesowen, Stourbridge et Kidderminster. La majeure partie de son cours se situe dans le comté du Worcestershire, mais elle passe également dans les Midlands de l'Ouest et dans le Staffordshire.